# Таусъярви
Та́усъя́рви (фин. Tausjärvi) — озеро на территории Хийтольского сельского поселения Лахденпохского района Республики Карелия.

## Общие сведения
Площадь озера — 0,6 км². Располагается на высоте 28,0 метров над уровнем моря.
Форма озера продолговатая: вытянуто с северо-запада на юго-восток. Берега каменисто-песчаные, местами скалистые.
С южной стороны озера вытекает безымянный водоток, соединяющийся с ручьём, текущим из озёр Райватталанлампи, Аласъярви и Хитоланъярви и втекающий в реку Ильменйоки, впадающую в озеро Богатырское, из которого вытекает река Проточная, которая, в свою очередь, втекает в Рыбацкий пролив озера Вуоксы.
Вдоль северо-восточного берега озера проходит лесная дорога.
Код объекта в государственном водном реестре — 01040300211102000012837.